# PZL I-23 Manager
PZL I-23 Manager – polski, 4-miejscowy samolot sportowy i turystyczny o konstrukcji kompozytowej.

## Historia
Prace nad samolotem rozpoczęto w 1993 roku. Głównym konstruktorem został Alfred Baron. W 1998 roku ukończono egzemplarz do prób statycznych, a w rok później ukończony został drugi egzemplarz do prób w locie. Produkcję ulokowano w zakładach PZL-Świdnik. Głównym powodem tej decyzji było doświadczenie tego zakładu w obróbce kompozytów.
3 października 2001 roku maszyna otrzymała certyfikat Urzędu Lotnictwa Cywilnego, od 15 listopada 2006 r. posiada certyfikat wydany przez EASA oraz spełnia wymagania amerykańskie (FAR-23 amd 42). Samolot służył do szkolenia pilotów w Ośrodku Kształcenia Lotniczego Politechniki Rzeszowskiej. Uzyskał tam bardzo wysoką ocenę i swoją funkcję spełniał tam do 2013 roku. Samolot zamierzano wprowadzić na rynek cywilny w 2010 roku jako konkurencję dla amerykańskiej maszyny Cirrus SR20, jednak tych planów nie udało się zrealizować.
W 2010 r. w ramach europejskiego programu badawczego ESPOSA (Efficient Systems and Propulsion for Small Aircraft) wybrano samolot PZL I-23 Manager jako demonstrator samolotu osobowego z napędem turbośmigłowym. Po przebudowie samolot otrzymał nazwę I-31T.

## Charakterystyka
Maszyna przeznaczona jest do szkolenia pilotów, jako maszyna turystyczna oraz dyspozycyjna. Przystosowana jest do startów i lądowań zarówno z lotnisk trawiastych jak i betonowych.

## Konstrukcja
Samolot wykonany jest głównie z materiałów kompozytowych na bazie żywic epoksydowych wzmocnionych włóknem węglowym i szklanym. PZL I-23 zrealizowany został w układzie jednosilnikowego, czteromiejscowego dolnopłata. Płat posiada jeden półskorupowy dźwigar. Dźwigary skrzydeł, połączone są stalowymi okuciami. W skrzydłach znajdują się zbiorniki paliwa o pojemności 190 litrów. Podwozie składa się z 3 kół (posiada koło przednie) i jest całkowicie chowane w locie.
Kadłub samolotu jest półskorupowy. Po odchyleniu drzwi do góry można wejść do kabiny, zaś tylne siedzenia są dostępne po odchyleniu oparć przednich foteli. 
Szczególny nacisk przy konstruowaniu I-23 kładziono na jego własności aerodynamiczne oraz bezpieczeństwo podczas awaryjnego lądowania.